# Grupo de Heisenberg
En matemáticas, el grupo de Heisenberg sobre un anillo conmutativo A es el grupo de matrices triangulares superiores 3×3 de la forma
{\displaystyle {\begin{pmatrix}1&a&c\\0&1&b\\0&0&1\\\end{pmatrix}}}
donde a,b,c son elementos de a A. A menudo se toma como anillo A el cuerpo de los números reales, en cuyo caso el grupo se nota por {\displaystyle H_{3}(R)}, o el anillo de los enteros racionales, notando entonces al grupo por {\displaystyle H_{3}(Z)}.

## Generalización a dimensiones superiores
La generalización más simple consiste en el grupo de matrices cuadradas reales de orden n+2, de la forma
{\displaystyle {\begin{pmatrix}1&a&c\\0&I_{n}&b\\0&0&1\end{pmatrix}}}
donde {\displaystyle I_{n}} es
la matriz identidad de orden n , a es un vector fila y b un vector columna, ambos de longitud n.